# Bataillon de marche no 13
Pour les articles homonymes, voir BM13 et 13e bataillon.
Le bataillon de marche no 13 (BM 13) est une unité militaire des forces françaises libres pendant la Seconde Guerre mondiale.
Formé en 1943 au Cameroun en Afrique française libre, il devient ensuite un bataillon d'artillerie.

## Historique
Le bataillon de marche no 13 est créé le 1er mars 1943 sous les ordres du capitaine Fernand Audier à partir du 2e bataillon du régiment de tirailleurs du Cameroun, renforcés d'artilleurs.

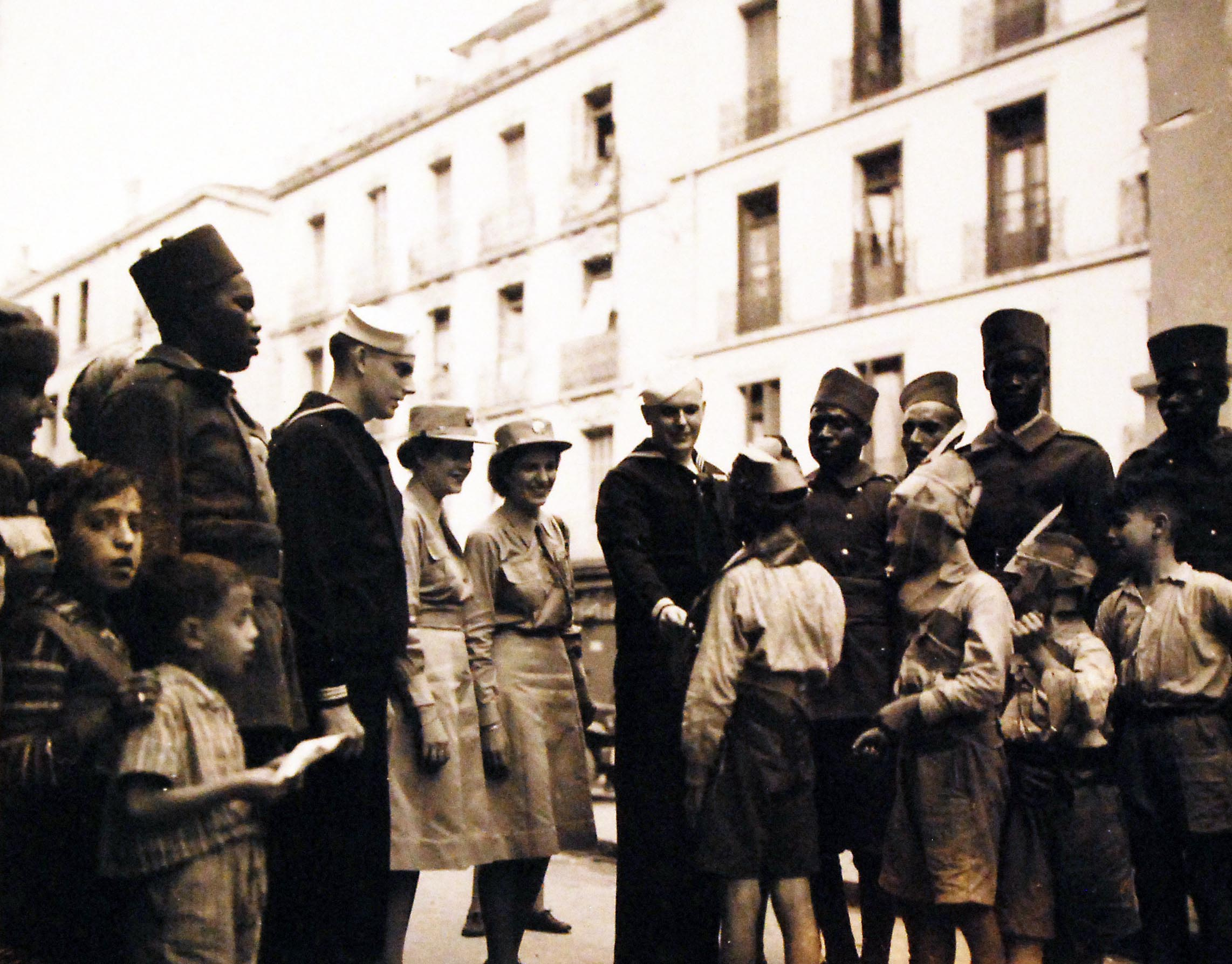
Tirailleurs africains (d'une unité non identifiée) en Algérie avec des WAC et des marins américains (photographie prise en janvier 1944 à Alger).

Stationné à Ngaoundéré, le BM 13 est rapidement rattaché à la 2e brigade de marche du Cameroun, qui devient en août 1943 la Brigade mixte d'Afrique française libre (BM-AFL). Le BM 13 devient l'unité de défense contre blindés et défense contre avions de cette brigade. Le bataillon est dissous le 31 août : son infanterie renforce les trois autres bataillons de marche de la brigade et sa compagnie lourde (canons antichars et antiaériens), renforcée des sections d'artillerie de la BM-AFL, forme le bataillon lourd d'artillerie no 13,.
Celui-ci, mis sur pied à Douala le 16 septembre, rejoint l'Algérie par la route entre février et avril 1944. Le 16 septembre 1944, à Batna, le bataillon no 13 devient le groupe de transport no 512.